# Lotas (Kokbaun)
Lotas is een bestuurslaag in het regentschap Timor Tengah Selatan van de provincie Oost-Nusa Tenggara, Indonesië. Lotas telt 322 inwoners (volkstelling 2010).